# Siegfried W. Lunau
Siegfried W. Lunau  (* 16. Dezember 1944 in Schwelm; † 7. Juni 2013 in Sprockhövel) war ein deutscher Bildhauer und Maler der klassischen Moderne. Er zählte zu den Bildhauern der „Novelle Ecole“, die nach 1945 von Frankreich aus die klassische Bildhauertradition in Europa neu belebten.  Zeitlebens war er der abendländischen Kultur verbunden, pflegte jedoch zugleich einen regen Dialog mit Vertretern anderer Kulturkreise in Asien, Afrika  und Amerika.

## Leben und Wirken
Siegfried W. Lunau wurde am 16. Dezember 1944 in Schwelm als erster Sohn des akademischen Kunstmalers Siegfried Lunau geboren. Sein Vater studierte u. a. 1943/1944 an der Akademie der Bildenden Künste München bei Hermann Kaspar. Im väterlichen Künstler-Atelier erhielt Lunau bereits als Schüler Fachunterricht in Zeichnen und lernte die verschiedenen Maltechniken kennen. Sein Bruder Raphael Lunau ist der dritte im Bunde der vielfältigen Künstlerfamilie, der sich wiederum  der abstrakten Malerei widmete. 
Siegfried W.Lunau wurde dank seines Talents während der Schulzeit vom Sportunterricht freigestellt, um sich verstärkt künstlerisch betätigen zu können. Damals begann zugleich das Interesse am dreidimensionalen Gestalten. Zuerst befasste er sich mit der Modellierung von Tieren in Ton, Bienenwachs und Gips. In verschiedenen Steinmetzbetrieben erwarb er Fachkenntnisse in der Steinbearbeitung sowie der Denkmalgestaltung. Der Weg zum bildenden Künstler führte über ein Studium der Raumgestaltung und Innenarchitektur auf der Vorgänger-Akademie der heutigen Kunsthochschule Kassel. Dort entwickelte sich seine Vorliebe für die Gestaltung von Bildnisbüsten und Relief-Porträts.

## Studienreisen und Dialog
Entsprechend seiner kosmopolitischen Einstellungen unternahm er zahlreiche Studienreisen in Europa sowie Nord- und Südamerika in die Zentren der Kunst und in Regionen mit kulturgeschichtlichen Zeugnissen der Baukunst vergangener Jahrtausende. Diese „Denkmäler der Kreativität und der technischen Fähigkeiten des Menschen“ festigten seine Überzeugung, dass die Verbindung von Bauwerken und Kunst Garanten dafür sind, das kollektive Gedächtnis der Erdenbürger zu erhalten. Zeitlebens fühlte er sich dem Realismus in der Kunst verpflichtet. Dementsprechend arbeitete er im Stil der klassischen abendländischen Bildhauertradition.
Zu Lunaus Künstlerleben gehörte auch ein reger Austausch mit Kunstschaffenden verschiedener Stilrichtungen, Intellektuellen, Wissenschaftlern, Dichtern und Denkern. Er pflegte persönlichen Kontakt mit Arno Breker, Ernst Jünger, Ernst Fuchs, Kurt Arentz, Birgit Sewekow  und Roger Peyrefitte. Hohe Wertschätzung hegte er für Auguste Rodin, Aristide Maillol, Jean Cocteau, Max Liebermann, Henry Moore  und Wilhelm Kreis. 
Lunau verstarb an einem Krebsleiden und wurde am 13. Juni 2013 auf dem evangelischen Friedhof in Sprockhövel beigesetzt.

## Werke
Arbeiten von Siegfried W. Lunau befinden sich in öffentlichen und privaten Sammlungen. Dazu gehören unter anderem:
- „Gedenkrelief“ Felipe VI. am Schloss Bodenstein Nörvenich (NRW)
- Porträt-Büste Kurt Arentz (Museums-Sammlung)
- Porträt-Relief Kurt Arentz (Europäische Kultur Stiftung, Bonn-Berlin)
- Wappenrelief „Schloss Nörvenich“

## Ausstellungen (Auswahl)
Neben Beteiligungen an Kunstpräsentationen auf Fachmessen in Deutschland, Schweiz, Frankreich und USA fanden u. a. folgende Ausstellungen statt:
- 1980 „Neues Schaffen“, Galerie Marco Edition, Bonn NRW
- 1982 „Bilder aus Europa“, West-Art Gallery, Clarence N.Y.
- 1988 „The latest Paintings“ RyCroft Gallery, San Jose, CA, USA
- 1991  “Künstlerfreunde und ihr Werk”, Schloss Nörvenich, NRW
- 1995 „Kleine Formate von S. W. Lunau“, Museum of European Art, N.Y. USA
- 2007 Art of Russia and Germany: „Shalumov und Lunau“,  Museum Arno Breker Schloß Nörvenich, NRW (Patronat Wladimir Putin)
- 2010 „Boote, Meer und Hafen“ Frankreich-Impressionen, Rittersaal-Galerie, Schloss Nörvenich NRW